# Anthophora caelebs
Anthophora caelebs är en biart som beskrevs av Giovanni Gribodo 1924.
Anthophora caelebs ingår i släktet pälsbin och familjen långtungebin. Inga underarter finns listade i Catalogue of Life.